# Neoxenicotela
Neoxenicotela is een kevergeslacht uit de familie van de boktorren (Cerambycidae). De wetenschappelijke naam van het geslacht werd voor het eerst geldig gepubliceerd in 1947 door Breuning.

## Soorten
Neoxenicotela is monotypisch en omvat slechts de volgende soort:
- Neoxenicotela mausoni Breuning, 1947